# Abrahámovce (Bardejov)
Abrahámovce (in ungherese Ábrány, in tedesco Abrahamsdorf in der Nieder) è un comune della Slovacchia facente parte del distretto di Bardejov, nella regione di Prešov.

## Storia
Sorto nel XIII secolo, il villaggio fu feudo della Signoria di Raslavice. Nel XVII secolo passò ai Segney, ai Raszlavicy e, nel XVIII secolo, ai conti Vay.